# Schoenionta javanicola
Schoenionta javanicola är en skalbaggsart som beskrevs av Stefan von Breuning 1954. Schoenionta javanicola ingår i släktet Schoenionta och familjen långhorningar. Inga underarter finns listade i Catalogue of Life.